# Artiesten voor Tsunami 12-12
Artiesten voor Tsunami 12-12 was een gelegenheidsformatie van Vlaamse artiesten die een benefietsingle maakten waarvan de opbrengsten gingen naar de slachtoffers van de tsunami als gevolg van de aardbeving in de Indische Oceaan op 26 december 2004.

## Geschiedenis
Nadat de televisiebeelden de wereld over waren gegaan werden overal acties gestart om geld en hulpgoederen bijeen te brengen om verstuurd te worden naar de getroffen landen (Indonesië, Thailand, India, Sri Lanka en Somalië). In Nederland brachten de Artiesten voor Azië op 6 januari 2005, de dag dat er 's avonds een grote tv-show was voor de Samenwerkende Hulporganisaties, de single "Als je wat kunt doen" uit, die het tot Nummer 1-hit bracht. Ook de Kinderen voor Kinderen brengen een single uit, "De zee is onberekenbaar", die flopte.
In Vlaanderen kon men niet achterblijven. De VRT en VTM werden benaderd om een even grote tv-show op te zetten voor de inzamelingsactie "Tsunami 12-12". Op 14 januari 2005 vindt de show plaats in het Casino Kursaal in Oostende, gepresenteerd door Bart Peeters (VRT) en Koen Wauters (VTM). Hoogtepunt van de avond in amusementsopzicht was het optreden van het artiestenkoor dat de naam Artiesten voor Tsunami 12-12 kreeg, en het lied "Geef een teken" uitvoerde.

## Lied
Het lied Geef een teken was een bewerking van het lied Breek de stilte van Stef Bos en Bob Savenberg uit 1991.

## Artiesten
Zangers en zangeressen op de plaat waren Axl Peleman, Barbara Dex, Bart Peeters, Belle Pérez, Ben Crabbé, Bob Savenberg, Born, Clouseau, Eric Melaerts, Eva De Roovere, Gene Thomas, Gunther Neefs, Helmut Lotti, Ingeborg, Jan Leyers, Jelle Cleymans (Spring), Joeri, Joost Zweegers, Laura D, Natalia, Paul Michiels, Peter Evrard, Peter Vanlaet, Raf Van Brussel, Ronny Mosuse, Sabien Tiels, Sandrine, Sarah, Sonny O'Brien, Will Tura, Willy Sommers, Wim Soutaer, Wouter, Xandee en Yasmine.

## Hitsucces
De single kwam op 22 januari 2005 van niets op 1 binnen in de Ultratop 50 en bleef daar 5 weken staan. De single werd met goud bekroond.

## Discografie

### Singles
| Single met hitnotering(en) in de Vlaamse Ultratop 50 | Datum van verschijnen | Datum van binnenkomst | Hoogste positie | Aantal weken | Opmerkingen                           |
| ---------------------------------------------------- | --------------------- | --------------------- | --------------- | ------------ | ------------------------------------- |
| Geef een teken                                       | 14-01-2005            | 22-01-2005            | 1(5wk)          | 12           | Best verkochte single van 2005 / Goud |